# Atelierwand (1852)
Atelierwand ist eines von zwei Gemälden dieses Titels, die Adolph von Menzel schuf. Es stammt aus dem Jahr 1852, entstand in Menzels damaligem Atelier in der Berliner Ritterstraße und befindet sich in der Alten Nationalgalerie in Berlin.
Das zweite Bild Menzels mit demselben Titel ist 20 Jahre jünger. Beide Bilder aber gelten als Beispiele eines entscheidenden Umbruchs in der Kunst des 19. Jahrhunderts. Wolf Jahn schrieb über diese Darstellungen, ihre Elemente wirkten „wie Versatzstücke einer ehemals einheitlich gedachten Weltordnung.“ In ihnen artikuliere sich „die Erfahrung des Fragmentarischen, ebenso die der Gleichheit der Dinge untereinander“.
Auch wird Menzel als der erste Künstler angesehen, der die Gipsabgüsse, nach denen Kunststudenten das Zeichnen und Malen lernen sollten, als eigenständiges Sujet behandelte. Die Wertschätzung des Materials Gips ging um die Mitte des 19. Jahrhunderts deutlich zurück: Die Aktfotografie ersetzte oft den Abguss des menschlichen Körpers, während Gipskopien plastischer Kunstwerke nach und nach aus den Sammlungen der Museen verschwanden. Gips wurde zunehmend als leblos, minderwertig und unkünstlerisch wahrgenommen. Eva Mongi-Vollmer erklärt, Menzel befinde sich mit seiner Darstellung des durch Licht und Farbe belebten Materials „jenseits der herkömmlichen Gattungsgrenzen.“

## Beschreibung
Bei Menzels Bild von 1852 handelt es sich um eine hochformatige Ölskizze, rechts oben signiert mit „A. M.“ und datiert mit „20. März 1852“, die einen Teil einer von rechts unten her unregelmäßig beleuchteten, gelblich oder bräunlich gestrichenen Wand zeigt. An dieser hängen zwei Gipsabformungen muskulöser menschlicher Arme. Der eine, ein rechter Arm, ist ungefähr im rechten Winkel angewinkelt, so dass seine Hand auf den anderen Arm zu weisen scheint. Dieser – ein linker – Arm ist nach unten ausgestreckt. Seine Hand umfasst mit gestrecktem Zeigefinger ein stabartiges Gebilde, das als gesenkte Fackel gedeutet wird. Unterhalb der beiden Arme ist auf der Mittelachse des Bildes ein anatomisches Modell oder ein Präparat einer linken Hand zu sehen. Diese ist so angebracht, dass das Handgelenk sich oben befindet und die Finger nach unten weisen; der Daumen ist abgespreizt, so dass es wirkt, als sei die Palette, die nur angeschnitten am unteren Bildrand senkrecht unter dieser entfleischten Hand zu sehen ist, dieser entfallen.
Am linken Bildrand ist, ebenfalls angeschnitten, ein Schrank zu sehen, auf dem, unterhalb des angewinkelten Armabgusses, ein menschlicher Schädel liegt. Am rechten Bildrand erkennt man den Rahmen eines Fensters.

## Rezeption und Deutungsversuche
Angesichts der zahlreichen Hinweise auf die Vergänglichkeit scheint das Stillleben zunächst als Memento mori des Künstlers zu deuten zu sein.
Sabine Heiser weist auf die Kombination natürlicher mit künstlichen Elementen und auf die stark orthogonal ausgerichteten Bildelemente sowie die Axialität der Komposition hin und erschließt daraus eine Verweisstruktur: Alle Verweise der toten Hände „münden schließlich in die [...] Palette des Malers.“ Heiser wagt auch die Theorie, dass es sich hier um die Paraphrase eines Selbstporträts Menzels handelt und die Leerstellen zwischen den toten Gliedmaßen an der Wand dessen Körper formen.
Sie sieht aber in dem Thema „Fragment“ Potenzial in zwei Richtungen: Einerseits kann es Teil eines einstmals Ganzen sein und damit auf die Vergänglichkeit aller irdischen Dinge hinweisen, andererseits aber auch Teil eines erst noch zu schaffenden Ganzen. Während das Fragment es aber im Rahmen der Literaturwissenschaft bis zur eigenständigen Gattungsbezeichnung gebracht habe und im kunstgeschichtlichen Kontext häufig auf dem Gebiet der Architektur und der Skulptur benutzt werde, sei seine Anwendung in der Malerei deutlich weniger reflektiert worden; die kunstwissenschaftliche Forschung konzentriere sich dabei außerdem auf die Kunst des 20. Jahrhunderts.
Geradezu zu einer Fragment- und zugleich einer Entzifferungsmanie sei es, so Heiser, in der Wissenschaft um das Ende des 18. Jahrhunderts gekommen. Sie nennt als Beispiele die Anfänge der Papyrologie ebenso wie Lavaters Physiognomische Fragmente. Der seit der frühen Romantik etablierte Begriff des Fragments habe unter anderem eine wichtige Rolle bei der Etablierung von Geschichte als Wissenschaft gespielt, denn das „Sammeln und Montieren von Fragmenten“ stelle „einen in jeglicher Hinsicht und für jede Disziplin wissensgenerierenden, rekonstruierenden“, aber eben auch einen künstlerischen Akt dar. Verfall und Verluste seien Voraussetzung für einen mnemotechnischen und abstrahierenden Prozess, der außerdem die Möglichkeit biete, neue Konstellationen zu schaffen. Im künstlerischen Sinne könne dieses kreative Verfahren etwa zu einem Pasticcio, einem Capriccio, einer Assemblage wie hier bei Menzel, zu einer Collage oder Montage führen.

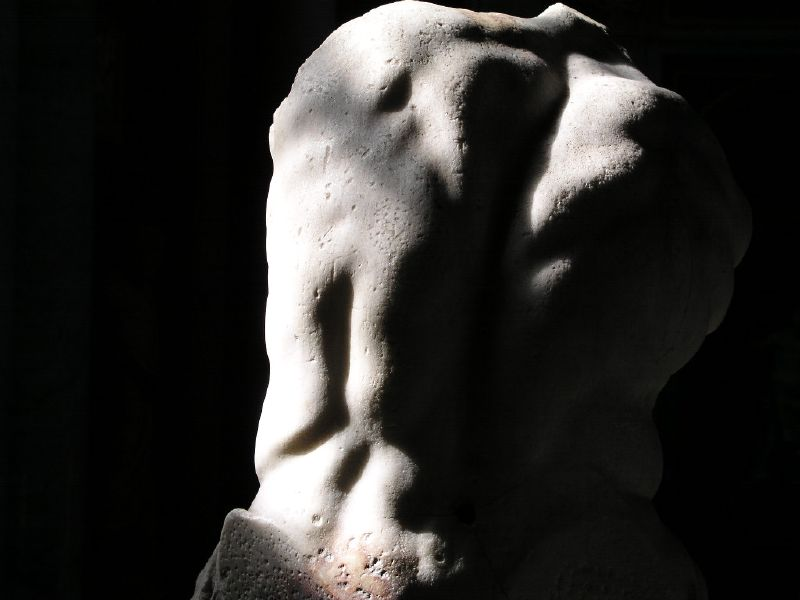
Torso vom Belvedere

Dass auch der menschliche Körper fragmentiert dargestellt wird, ist freilich nicht Menzels Erfindung. William Hogarth etwa wählte für die Titelradierung seiner Analysis of Beauty in der Mitte des 18. Jahrhunderts den Torso vom Belvedere; spätestens im 19. Jahrhundert wurde der Torso eine eigenständige Gattung der Skulptur, lange vorher schon waren Schädel und Gebeine Symbole der Vergänglichkeit. In der Moderne gehen laut Heiser das unvollendete Werk und das unvollkommen erhaltene Objekt ein Bündnis miteinander ein, das zum Programm werde: Denn der Vanitasgedanke könne bereits in den künstlerischen Schaffensprozess integriert werden und die Zerstörung werde schon vor ihrer eigentlichen Zeit dargestellt. In diese Tradition könnte man auch Menzels Atelierwand stellen.

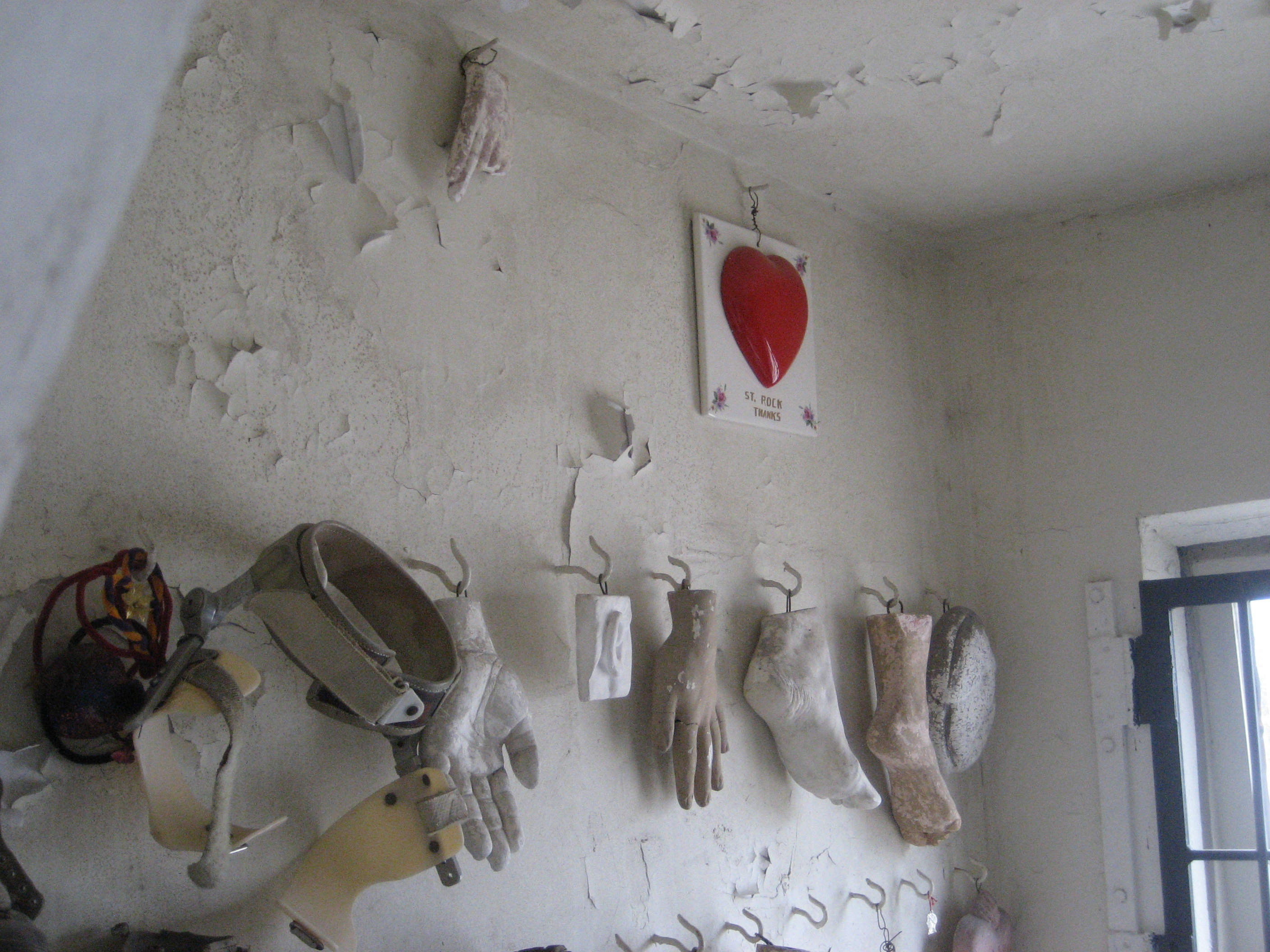
Christliche Votivgaben

Jutta und Peter Griebel greifen Heisers Gedanken zu Menzels Atelierwand im Rahmen einer Betrachtung zu einem Bild Fritz Griebels auf. Sie weisen darauf hin, dass Menzel eine ganze Reihe von Bildern mit Körperfragmenten hinterlassen hat. Darunter ist etwa das zweite Bild mit dem Titel Atelierwand, 20 Jahre nach dem Bild von 1852 entstanden und mit seinen rasanten Fluchtlinien sowie zahlreichen identifizierbaren Totenmasken deutlich anders konzipiert als das ältere Bild, aber auch Der Fuß des Künstlers von 1876 oder die Rechte Hand mit Buch sowie die Rechte Hand mit Farbnapf, beide von 1864.
Die Atelierwand von 1852 weist jedoch eine gewisse Verwandtschaft mit Fritz Griebels Stilleben mit Votivgaben aus dem Jahr 1939 auf. Griebel nutzte als Vorlage für sein Bild Votivgaben im Benediktinerkloster Michelsberg in Bamberg, entzog diese jedoch ihrem ursprünglichen Bezug, indem er auf die Andeutung von Architektur verzichtete. Übrig blieben entpersonalisierte Artefakte, die wie Objets trouvés behandelt wurden, deren Anordnung aber nicht zufällig erscheint. Etwa an der Stelle, an der in Menzels Darstellung die präparierte oder nachgebildete linke Hand hängt – Menzel war Linkshänder –, befindet sich auf Griebels Bild ein herzförmiger roter Beutel.
Hans-Joachim Müller wiederum zieht einen Vergleich zwischen Menzel und Julius Grünewald, der zum Teil sehr verwandte Themen behandelt. Darunter ist das Thema der behängten Wand in seinem Werk Ahnen (Interieur) von 2007, es gibt aber auch zahlreiche Einzeldarstellungen von Körperteilen. Müller bezieht sich wohl weniger auf die Atelierwand als auf die Hand- und Fußdarstellungen Menzels, wenn er einen entscheidenden Unterschied zu Grünewalds Bildern sieht: „Bei Menzel muten Hände und Füße wie Ausschnittvergrößerungen des eigenen Körpers an. Menzel mikroskopiert, holt näher heran, was von Armen und Beinen auf Abstand gehalten wird. Julius Grünewald schneidet ab, amputiert. [...] Das ist das eigentlich Befremdliche: die Herkunftslosigkeit und Isolation der Gliedmaßen.“

## Ausstellung
2008 wurden beide Bilder Menzels, die den Titel Atelierwand tragen, in einer Ausstellung in Hamburg zusammen mit Fotografien von Lois Renner gezeigt.